# Oreonoma submarmorata
Oreonoma submarmorata là một loài bướm đêm trong họ Geometridae.